# Articulation des voyelles
Ce tableau répertorie les voyelles de l'alphabet phonétique international.

## Tableau
| Ouverture    | Point d'articulation | Point d'articulation | Point d'articulation | Point d'articulation | Point d'articulation | Point d'articulation | Point d'articulation | Point d'articulation | Point d'articulation | Point d'articulation | Point d'articulation | Point d'articulation |
| Ouverture    | Antérieures          | Antérieures          | Antérieures          | Antérieures          | Antérieures          | Centrales            | Centrales            | Centrales            | Postérieures         | Postérieures         | Postérieures         | Postérieures         |
| Ouverture    | non arrondies        |                      | arrondies            | non arrondies        | arrondies            | non arrondies        |                      | arrondies            | non arrondies        | arrondies            | non arrondies        | arrondies            |
| ------------ | -------------------- | -------------------- | -------------------- | -------------------- | -------------------- | -------------------- | -------------------- | -------------------- | -------------------- | -------------------- | -------------------- | -------------------- |
| Fermées      | i                    |                      | y                    |                      |                      | ɨ                    |                      | ʉ                    |                      |                      | ɯ                    | u                    |
| Pré-fermées  |                      |                      |                      | ɪ                    | ʏ                    | ɪ̈                    |                      | ʊ̈                    | ɯ̽                    | ʊ                    |                      |                      |
| Mi-fermées   | e                    |                      | ø                    |                      |                      | ɘ                    |                      | ɵ                    |                      |                      | ɤ                    | o                    |
| Moyennes     | e̞                    |                      |                      |                      |                      |                      | ə                    |                      |                      |                      |                      | o̞                    |
| Mi-ouvertes  | ɛ                    |                      | œ                    |                      |                      | ɜ                    |                      | ɞ                    |                      |                      | ʌ                    | ɔ                    |
| Pré-ouvertes |                      | æ                    |                      |                      |                      |                      | ɐ                    |                      |                      |                      |                      |                      |
| Ouvertes     | a                    |                      | ɶ                    |                      |                      |                      | ä                    |                      |                      |                      | ɑ                    | ɒ                    |